# Skitsamma
Skitsamma är en svensk komediserie från 2021, regisserad av Nour El Refai. Den är baserad på den danska ungdomsserien SJIT Happens från 2012. Serien hade premiär på streamingtjänsten Discovery+ den 4 juni 2021.

## Handling
I serien får man följa fyra 20-åringar som bestämmer sig för att flytta ihop i ett kollektiv i centrala Stockholm. Den är fylld av vardagsproblem, kärleksbekymmer och en massa festande som sätter vänskapen på prov hos 20-åringarna.

## Rollista (i urval)
- Lancelot Ncube – Matteo
- Ines Milans –  Sahar
- Yandeh Sallah – Annie
- Malte Gårdinger – Ola
- Ines Francescas – Lena
- Oscar Zia – Emil
- Josefine Rheborg – Öland